# Karcsics Irén
Karcsics Irén, Daruházi Lászlóné, Kárpáti, Kubischné (Budapest, 1927. március 22. – Budapest, 2011. október 13.) olimpiai ezüstérmes magyar tornásznő.

## Élete
Postás édesapja vitte tornászni a Postás SE-be. 15 évesen tűnt fel az országos ifjúsági bajnokság megnyerésével. 1949-ben a Testnevelési Főiskolán tanári diplomát szerzett. Tanított Miskolcon és Budapesten. 1951-től a Veres Pálné Gimnázium tanára volt. 1946 és 1954 között volt tagja a válogatott keretnek.

## Sportegyesületei
- 1940-től a Budapesti Postás SE szakosztályában kezdte,
- 1946-tól a Testnevelési Főiskola Sport Egyesület,
- 1948-tól a Diósgyőri VTK,
- 1951-től 1955-ig a Vasas SC-ben fejezte be

## Eredményei

### Olimpia
- Angliában, Londonban rendezték a XIV., az 1948. évi nyári olimpiai játékok női tornász döntőit, ahol csapattársa volt Vásárhelyi Edit, Kövi Mária, Köteles Erzsébet, Balázs Erzsébet, Tass Olga, Fehér Anna, Nagy Margit
  - női összetett csapatban - ezüstérmes
- Finnországban, Helsinkiben rendezték a XV., az 1952. évi nyári olimpiai játékok női tornász döntőit, ahol csapattársa volt Bodó Andrea, Kövi Mária, Köteles Erzsébet, Keleti Ágnes, Korondi Margit, Vásárhelyi Edit, Tass Olga
  - női összetett csapatban – ezüstérmes
  - női kéziszercsapatban – bronzérmes

### Világbajnokság
- 1949-es budapesti főiskolai világbajnokságon az összetett csapatversenyben második, gerendán harmadik, felemás korláton negyedik, összetett egyéniben és lóugrásban hatodik.
- 1951-es berlini főiskolai világbajnokságon összetett csapatban ezüstérmes.
- 1954-ben Rómában világbajnok a kéziszercsapattal, összetett csapatban második.
- 1954-ben Budapesten a főiskolai világbajnokságon győztes felemáskorlát- és talajcsapat tagja. A felemáskorlát-csapat további tagjai Bánáti Éva, Milanovits Ilona, Köteles Erzsébet, Kertész Alíz, László Sarolta, Mika Irma, Tass Olga)
- női összetett csapatban – aranyérmes

### Országos Bajnokság
- 1942 és 1943-ban országos ifjúsági bajnok,
- 1946-ban gerendán országos bajnok,
- 1948-ban felemás korláton nyert magyar bajnokságot.

## Díjai, elismerései
- A Magyar Népköztársaság Érdemes Sportolója (1954)[2]